# ペーター・ハンゼン

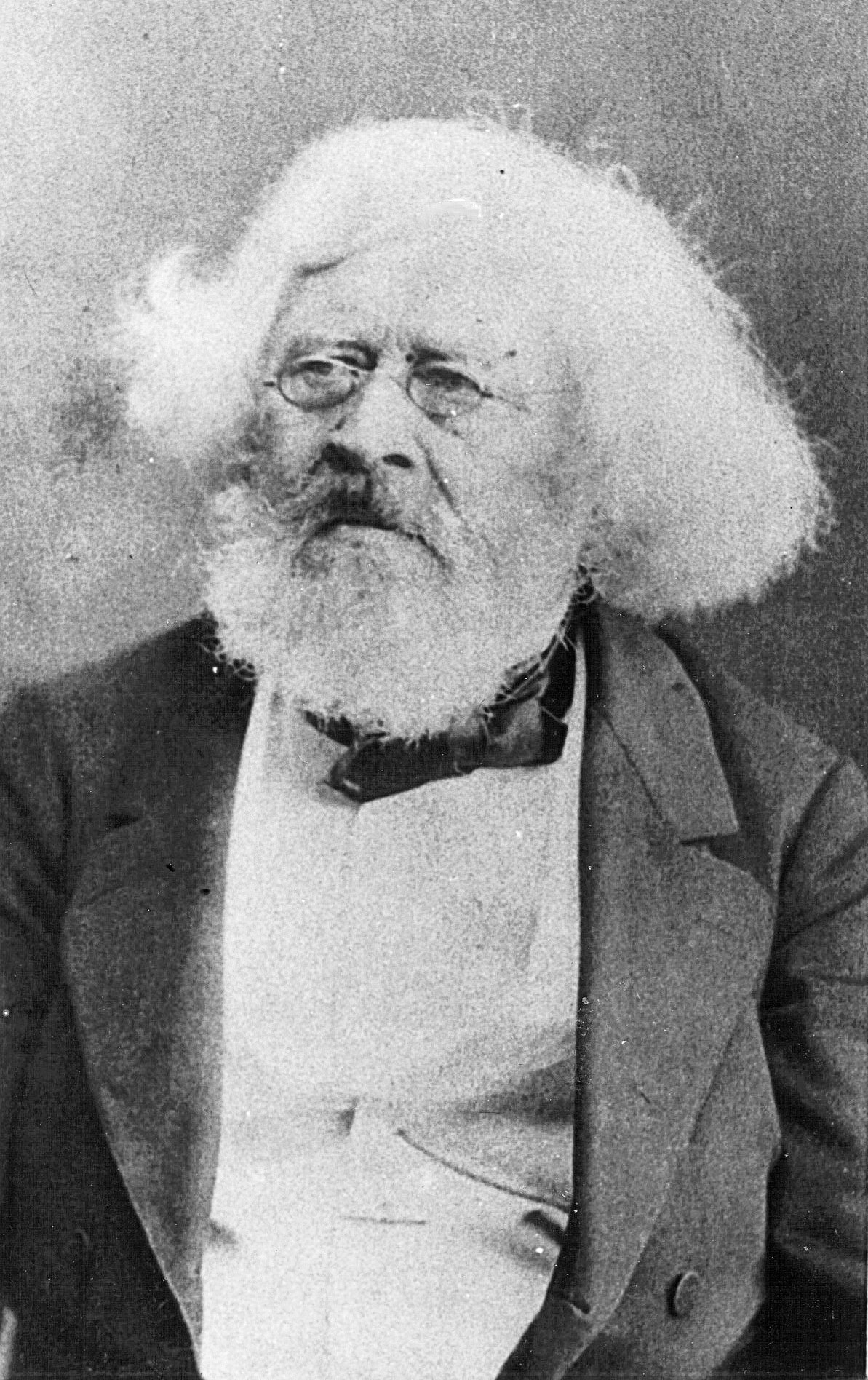
ペーター・ハンゼン

ペーター・アンドレアス・ハンゼン（Peter Andreas Hansen, 1795年12月8日 – 1874年3月28日）は、デンマークの天文学者。王立協会外国人会員。

## 生涯
現在はデンマークの南デンマーク地域に属するトゥナーに金細工師の家に生まれた。トゥナーの物理学者 Dircksに認められて、コペンハーゲンの天文学者ハインリッヒ・シューマッハの助手として天文学の仕事を初め、デンマーク王フレデリク6世の知己を得た。1821年から1825年の間、ハンブルク＝アルトナの観測所で働いた。
その後、ゴータのゼーベルク天文台の所長を務め、天体力学の分野で研究し、木星と土星の相互の摂動の研究で、1930年にベルリンアカデミーの賞を受賞し、彗星の軌道の変動の研究で1850年パリアカデミーの賞を受けた。
最もよく知られているのは月の運動に関する研究で、月の運動の変動に小さいずれを発見し、月の重心のずれで説明した。1857年に発表した「月計算表」は高い評価を得て長く使用された。
1842年と1860年に王立天文学会ゴールドメダルを受賞し、1850年には王立学会のコプリ・メダルを受賞した。